# 2006 w polityce
Wydarzenia polityczne w 2006 roku.

## Styczeń

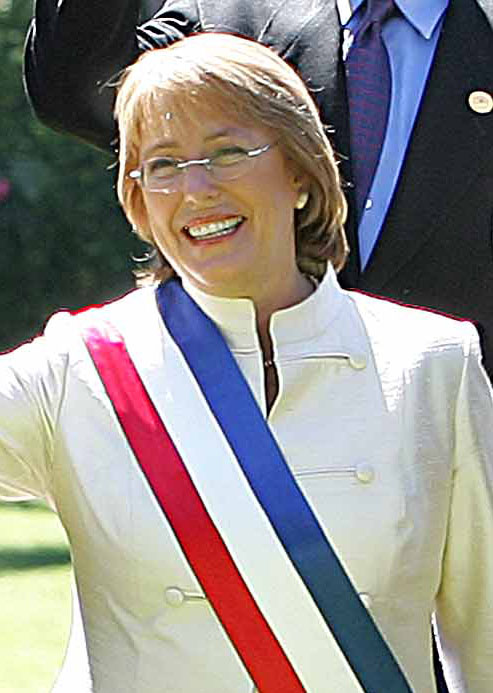
Michelle Bachelet

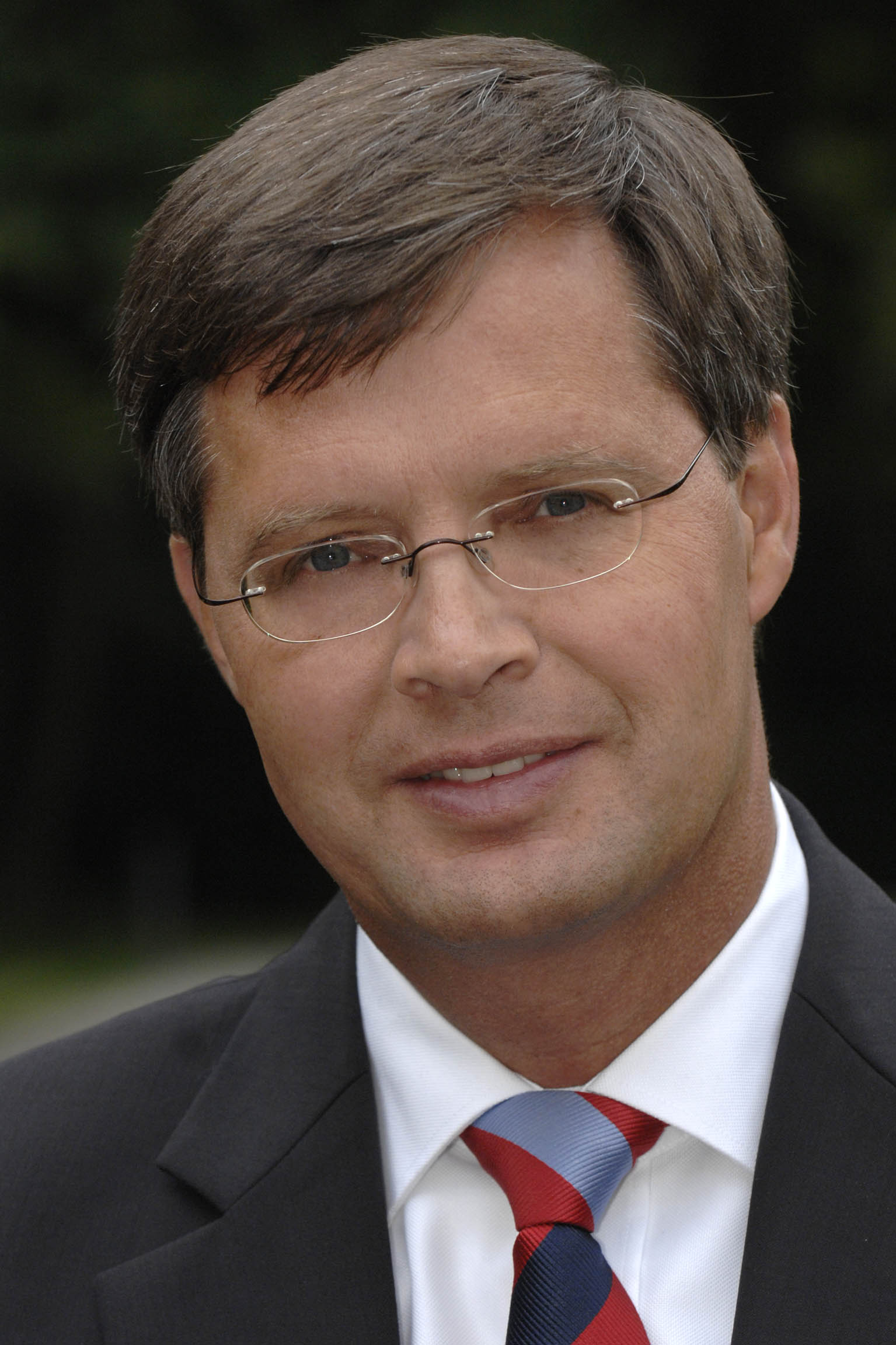
Jan Peter Balkenende

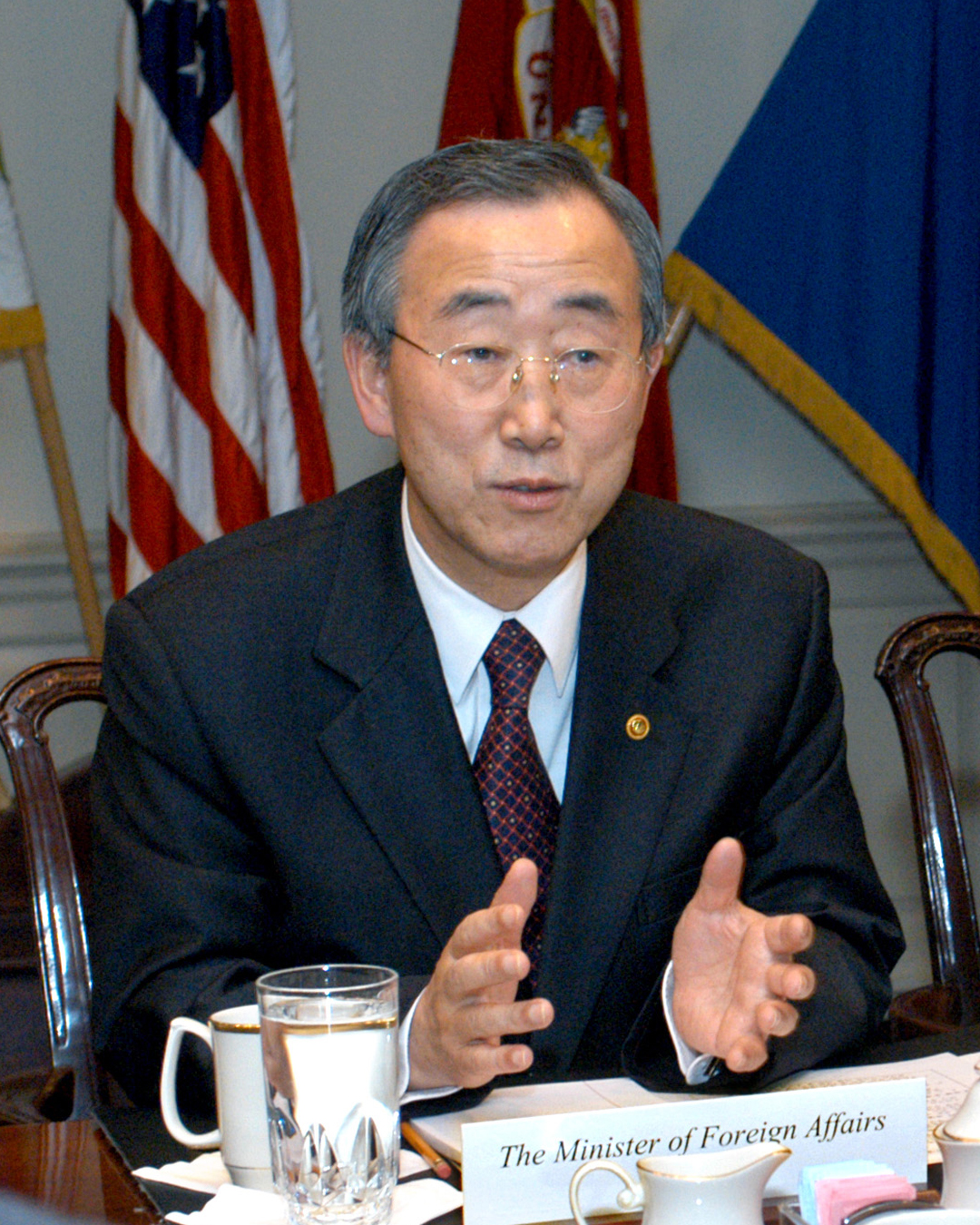
Ban Ki-moon

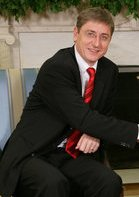
Ferenc Gyurcsány

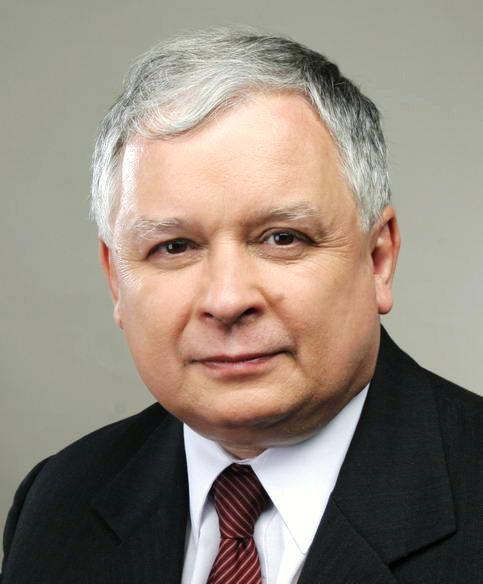
Lech Kaczyński

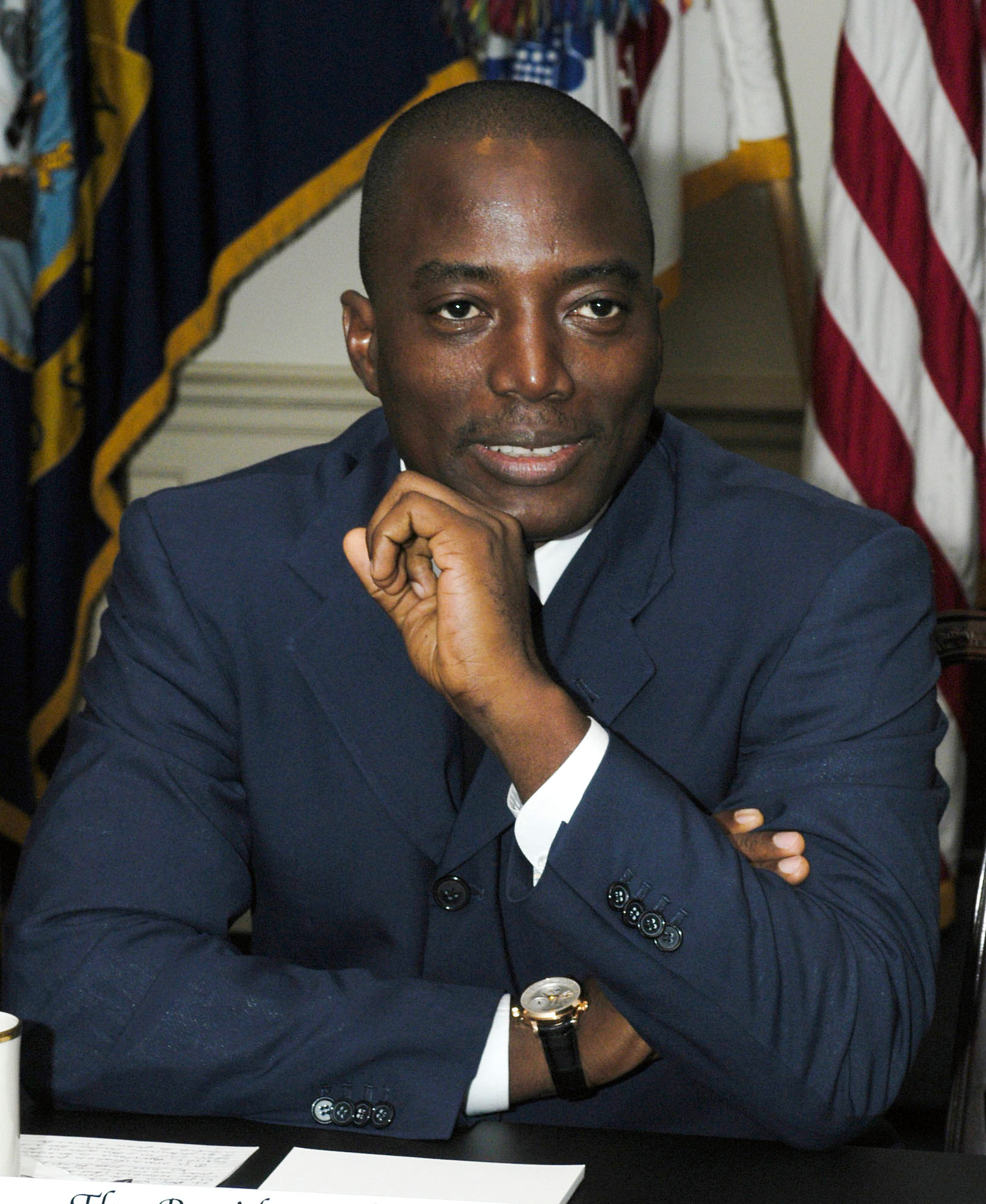
Joseph Kabila

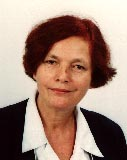
Teresa Liszcz

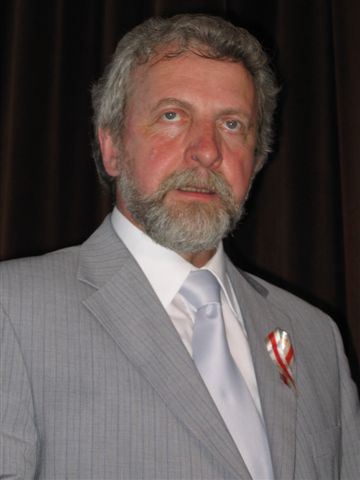
Alaksandar Milinkiewicz

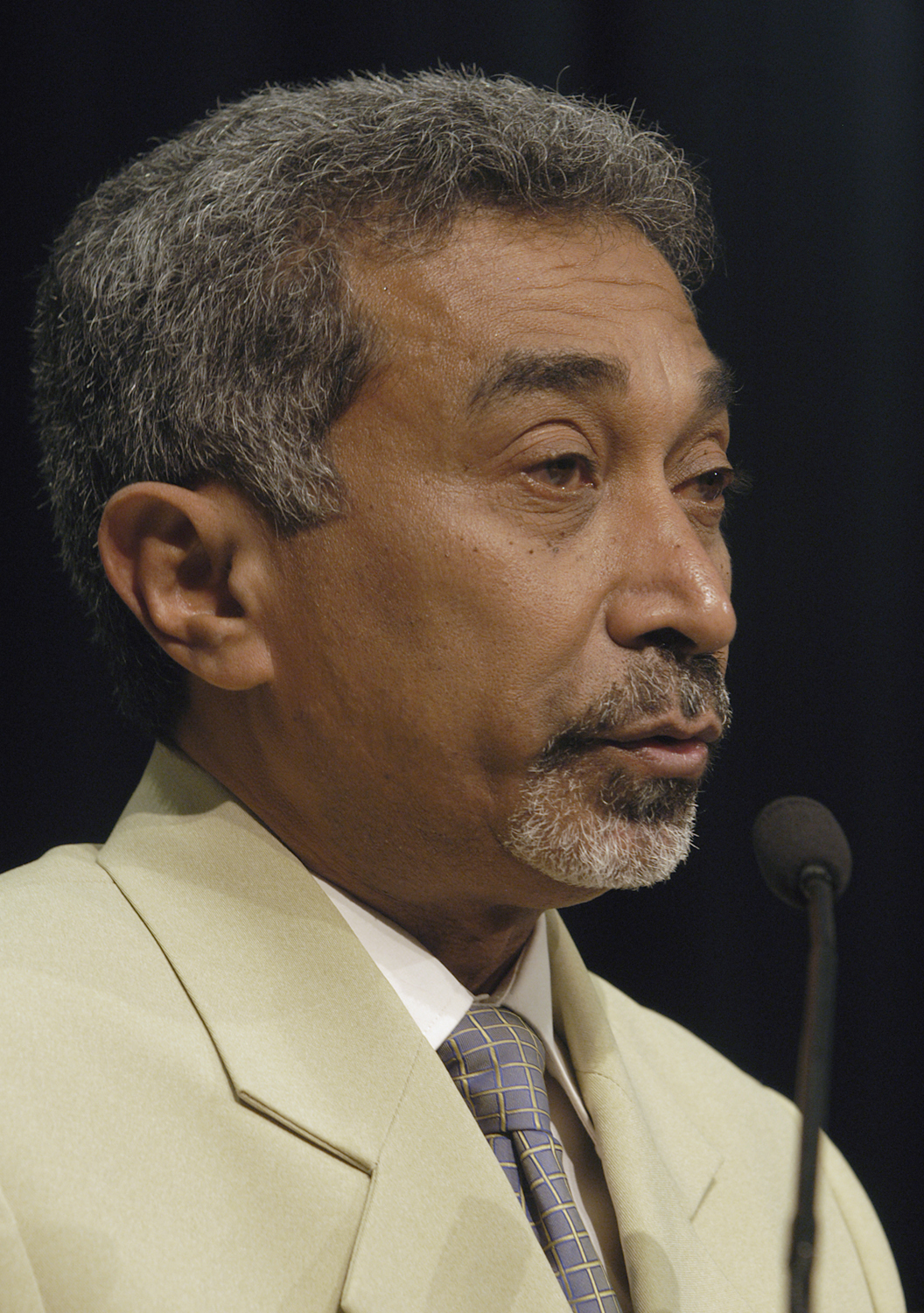
Marí Alkatiri

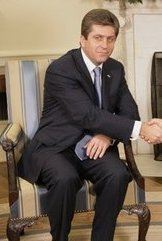
Georgi Pyrwanow

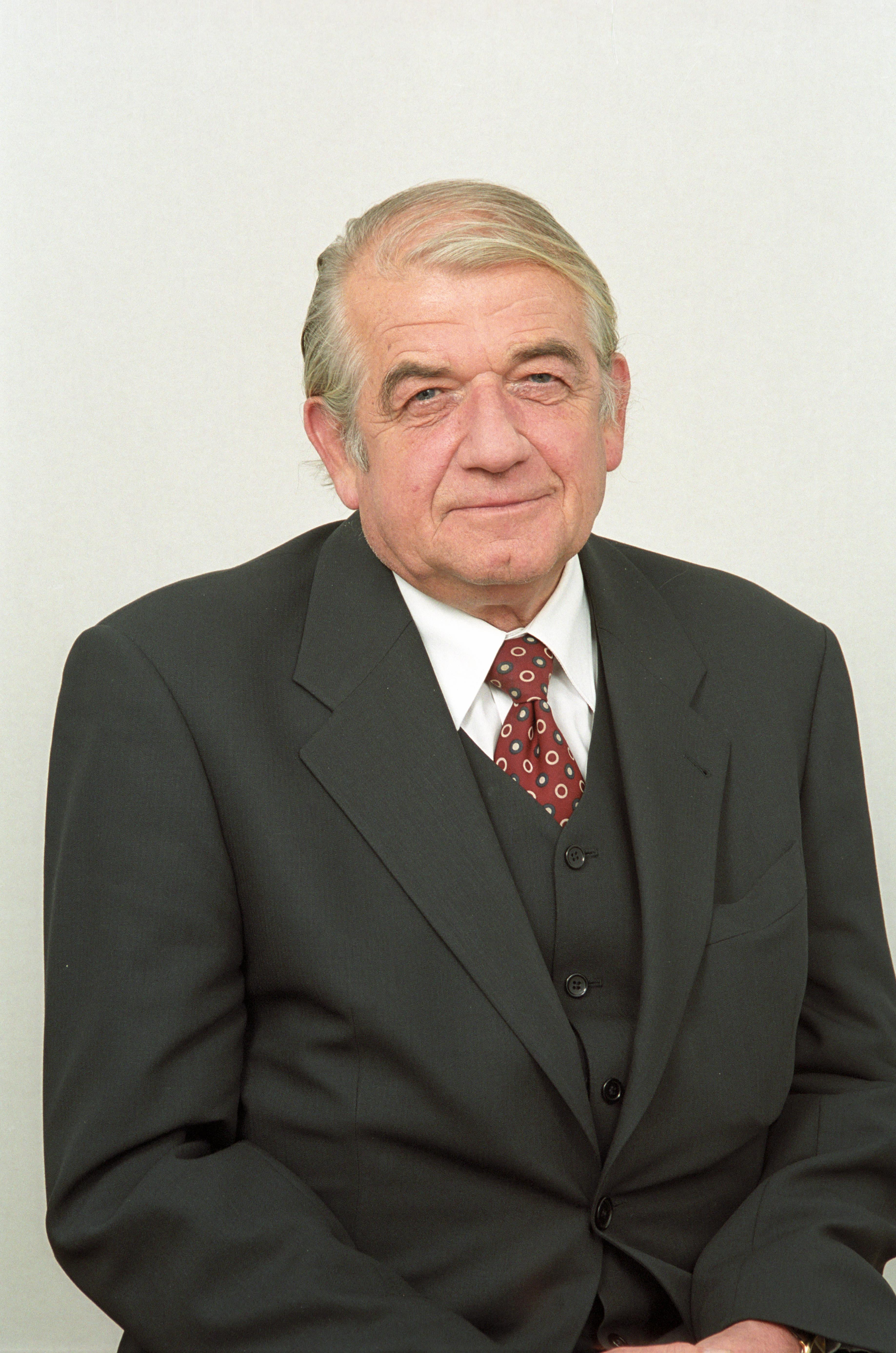
Zbigniew Religa

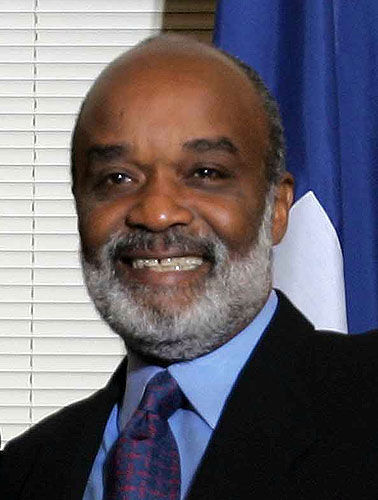
René Préval

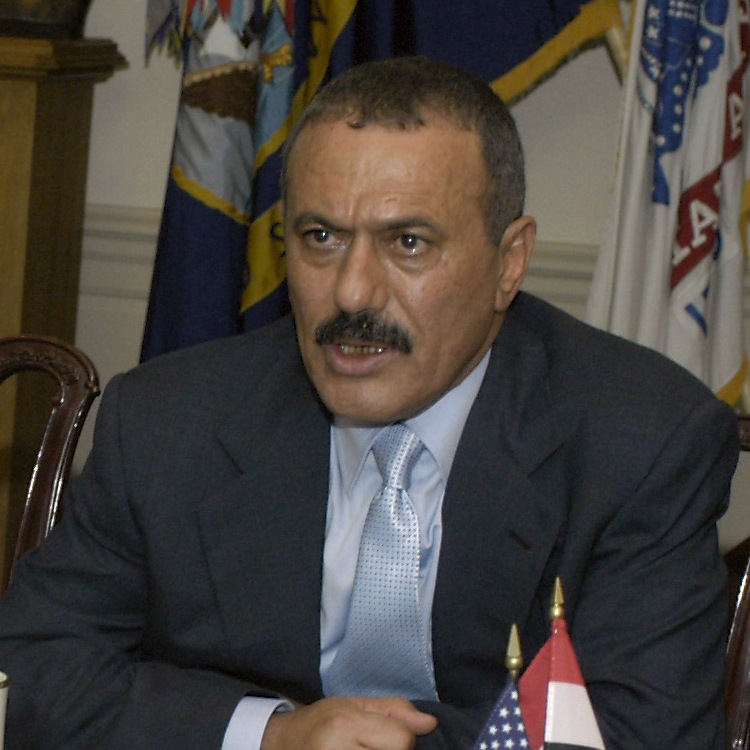
Ali Abd Allah Salih

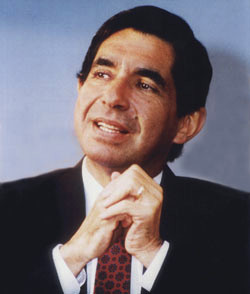
Óscar Arias Sánchez

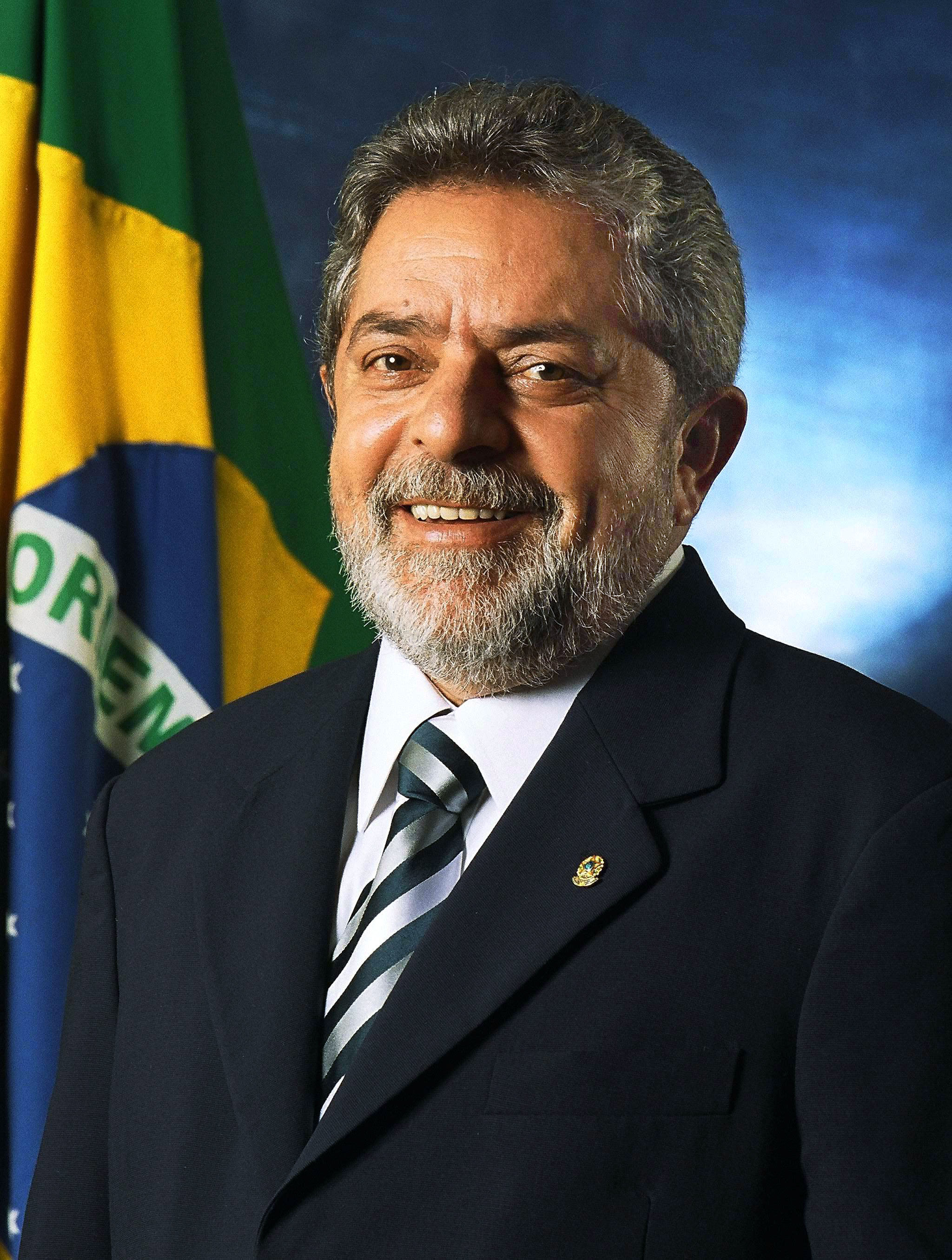
Luiz da Silva

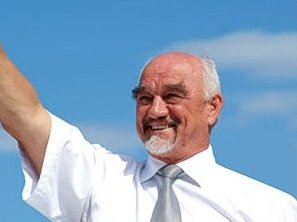
Igor Smirnow

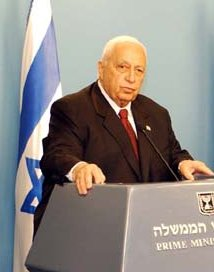
Ariel Szaron

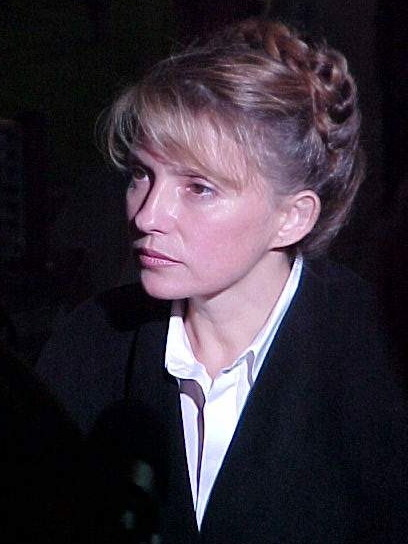
Julia Tymoszenko

- 7 stycznia – Zyta Gilowska została powołana na urzędy wiceprezesa Rady Ministrów i ministra finansów w rządzie Kazimierza Marcinkiewicza[1].
- 9 stycznia – minister sprawiedliwości Zbigniew Ziobro, wraz z innymi przedstawicielami kierownictwa resortu, przedstawił w Katowicach projekt ustawy o sądach 24-godzinnych[2].
- 10 stycznia – Ukraiński parlament przegłosował odwołanie rządu Jurija Jechanurowa krytykując nowy kontrakt gazowy z Rosją. Za dymisją głosowało 250 deputowanych, w tym zwolennicy Julii Tymoszenko, komuniści, prorosyjska partia Wiktora Janukowycza oraz Blok Ludowy[3].
- 11 stycznia – spór wokół harmonogramu prac nad budżetem państwa oraz odmowa wicemarszałka Sejmu Marka Kotlinowskiego (Liga Polskich Rodzin) przekazania prowadzenia obrad marszałkowi Markowi Jurkowi (Prawo i Sprawiedliwość) wywołały kryzys parlamentarny[4].
- 13 stycznia – Platforma Obywatelska powołała „gabinet cieni” z Janem Marią Rokitą w roli premiera[5].
- 15 stycznia:
  - w Finlandii odbyła się pierwsza tura wyborów prezydenckich, do drugiej tury przeszli Tarja Halonen i Sauli Niinistö[6].
  - Michelle Bachelet wygrała drugą turę wyborów prezydenckich i została pierwszą kobietą na stanowisku prezydenta Chile[7].
  - szejk Sad al-Abd Allah as-Salim as-Sabah, królewicz i syn Abdallaha III, został emirem Kuwejtu[8].
- 22 stycznia – w Republice Zielonego Przylądka odbyły się wybory parlamentarne. Wygrała je Afrykańska Partia dla Niepodległości RZP zdobywając 52,28% i 41 mandatów. Frekwencja wynosiła 54%[9].
- 23 stycznia – prawicowy polityk, były premier Portugalii, Aníbal Cavaco Silva został ogłoszony zwycięzcą wyborów prezydenckich[10].
- 24 stycznia – Sejm Polski uchwalił budżet państwa na 2006 rok, z deficytem 30,54 mld zł. Premier Kazimierz Marcinkiewicz zapowiedział, że rząd chce odwrócić niekorzystne przepisy przyjęte przez Sejm, w trakcie prac w Senacie. Za uchwaleniem budżetu głosowało 269 posłów, 180 było przeciw, wstrzymało się 2 posłów. Za poparciem budżetu głosowali posłowie Prawa i Sprawiedliwości, Samoobrony, LPR i PSL. Zgodnie z wcześniejszymi zapowiedziami, przeciw budżetowi była Platforma Obywatelska i SLD[11].
- 25 stycznia – wybory parlamentarne w Autonomii Palestyńskiej wygrał Hamas zdobywając 74 na 132 mandaty i wyprzedzając umiarkowany al-Fatah, który zdobył 45 miejsc[12].
- 27 stycznia – kandydatem Sejmu na stanowisko Rzecznika Praw Obywatelskich został wybrany Janusz Kochanowski z Prawa i Sprawiedliwości[13].
- 30 stycznia – Prezydent Polski Lech Kaczyński powołał Elżbietę Kruk oraz Wojciecha Dziomdziorę w skład Krajowej Rady Radiofonii i Telewizji[14].

## Luty
- 2 lutego – Przedstawiciele Prawa i Sprawiedliwości, Samoobrony i Ligi Polskich Rodzin podpisali tzw. pakt stabilizacyjny na okres jednego roku[15].
- 5 lutego – w Kostaryce odbyły się wybory prezydenckie. Kandydatami z największym poparciem byli prezydent w latach 1986–1990, laureat Pokojowej Nagrody Nobla z 1987 roku Óscar Arias Sánchez z Partii Wyzwolenia Narodowego (PLN) i Otton Solis z centrolewicowej Partii Działania Obywatelskiego[16]. Wybory odbyły się w cieniu skandalu korupcyjnego z udziałem byłych prezydentów, Rafaela Angela Calderona (1990–1994) i Miguela Angela Rodrigueza (1998–2002) z prawicowej Partii Jedności Społeczno-Chrześcijańskiej (PUSC) oraz socjaldemokratów z PLN[17].
- 8 lutego – porozumienie w Trypolisie zakończyło półtoramiesięczny konflikt między Czadem a Sudanem[18].
- 9 lutego – w trakcie wizyty w Waszyngtonie Prezydent RP Lech Kaczyński spotkał się z Prezydentem USA George’em W. Bushem[19].
- 12 lutego – w wyborach prezydenckich w Republice Zielonego Przylądka na stanowisku prezydenta kraju pozostał Pedro Pires, zdobywając w I turze 50,98%[9].
- 15 lutego – Wojciech Jasiński, przewodniczący sejmowej Komisji Finansów Publicznych, otrzymał od prezydenta Lecha Kaczyńskiego nominację na ministra skarbu[20].
- 16 lutego – Wobec protestów przeciwników René Préval został ogłoszony zwycięzcą wyborów prezydenckich na Haiti bez przeprowadzania drugiej rundy elekcji[21][22].

## Marzec
- 4 marca – Janusz Onyszkiewicz został przewodniczącym Partii Demokratycznej – demokraci.pl[23].
- 12 marca – przedstawiciele Prawa i Sprawiedliwości złożyli do laski marszałkowskiej projekt uchwały o powołaniu komisji śledczej, która ma zbadać działalność NBP, KNB oraz GINB w latach 1989–2006[24].
- 14 marca – Francuski kontrakt pierwszego zatrudnienia jest przyczyna starć ulicznych w wielu miastach Francji, głównym jednak miejscem wydarzeń pozostaje Paryż i okolice Sorbony, gdzie manifestowało 4300 studentów i licealistów[25]. Jacques Chirac, przebywający w Berlinie, wyraził swoje całkowite poparcie dla projektu ustawy dot. w. w. kontraktu oraz dla polityki prowadzonej przez obecnego premiera Francji, Dominique’a de Villepin[26].
- 19 marca – na Białorusi zakończyły się wybory prezydenckie. Według rządowych źródeł zwyciężył Alaksandr Łukaszenka zdobywając 82,6% głosów przy 92,6% frekwencji. Opozycja oskarżyła władze o fałszerstwa wyborcze. Wieczorem na Placu Październikowym w Mińsku na znak protestu odbył się wiec, na którym zebrało się ok. 10 tys. osób[27].
- 20 marca – OBWE w oficjalnym raporcie uznała wyniki wyborów prezydenckich na Białorusi za sfałszowane[28]. Grupa kilkuset młodych opozycjonistów spędziła noc z 19 na 20 marca na Placu Październikowym w Mińsku. Rozbito kilkanaście namiotów. Wieczorem odbyła się kolejna demonstracja, ale uczestniczyło w niej tylko 5.000 osób[27].
- 21 marca – na Placu Październikowym w Mińsku trwały protesty opozycji[27].
- 22 marca – organizacja terrorystyczna separatystów baskijskich ETA ogłosiła trwałe zawieszenie broni. Wyrzekając się przemocy, ETA chce umożliwić prowadzenie negocjacji z rządem hiszpańskim na temat zwiększenia autonomii Kraju Basków[29].
- 23 marca:
  - trwały manifestacje na francuskich ulicach przeciwko contrat première embauche, nowej umowie o pracę uznanej przez protestującą młodzież i związki zawodowe za zbyt liberalną. W ich trakcie w Paryżu doszło do podpaleń samochodów na ulicach i plądrowania sklepów. Premier Dominique de Villepin potwierdził w liście zaadresowanym do syndykatów swoje zaangażowanie w projekt ustawy, proponując jednak rozmowy. Związki zawodowe zadeklarowały gotowość do pertraktacji, które mają zacząć się już w piątek 24 marca[30].
  - Trybunał Konstytucyjny uznał zaskarżone przez Rzecznika Praw Obywatelskich przepisy w ustawie medialnej autorstwa PiS za niezgodne z Konstytucją RP usuwając je. Sama ustawa została jednak podtrzymana mimo wątpliwości co do trybu jej uchwalenia. Uchylony został m.in. przepis na mocy którego Prezydent RP powołał przewodniczącą KRRiT (Elżbietę Kruk). Trybunał uznał także za niezgodne z prawem uprzywilejowanie nadawców „społecznych” względem „komercyjnych” zrównując ich wobec prawa oraz możliwość rozstrzygania o etyce dziennikarskiej przez organ administracyjny, którym jest Rada. Za niekonstytucyjne uznano wreszcie natychmiastowe wygaszenie kadencji poprzednich członków Rady jako naruszające ciągłość jej działania[31].
- 24 marca:
  - białoruski Specnaz brutalnie aresztował w nocy około 200 uczestników dżinsowej rewolucji w Mińsku[32].
  - prezydent Korei Południowej, Roh Moo-hyun desygnował na premiera posłankę Han Myung-sook[33].
  - posłanka Ligi Polskiej Rodzin Ewa Sowińska została, przy poparciu posłów Prawa i Sprawiedliwości oraz Samoobrony, Rzecznikiem Praw Dziecka[34].
- 25 marca – władze białoruskie stłumiły z użyciem siły demonstracje w centrum Mińska. Alaksandr Kazulin, kandydat na prezydenta w ostatnich wyborach na Białorusi, został aresztowany[35].
- 26 marca – na Ukrainie odbyły się wybory parlamentarne. Zgodnie z exit polls największą ilość głosów, czyli 32,14% zdobyła Partia Regionów, byłego premiera Janukowycza. Ugrupowania skłóconych liderów pomarańczowej rewolucji, otrzymały odpowiednie po 22,29% głosów dla Bloku Julii Tymoszenko oraz 13,95% dla Bloku Nasza Ukraina wspierającego prezydenta Juszczenko[36].
- 29 marca – premier Kazimierz Marcinkiewicz przedstawił przyjęty przez rząd projekt zmian w Kodeksie karnym. Zmiany wprowadzają stałe dyżury w sądach, pozwalające karać chuliganów złapanych na gorącym uczynku w 24 godziny od jego popełnienia[37].

## Kwiecień
- 9 kwietnia – pierwszą turę wyborów parlamentarnych na Węgrzech wygrała rządząca koalicja Węgierskiej Partii Socjalistycznej i Związku Wolnych Demokratów. Po raz pierwszy od wprowadzenia demokracji na Węgrzech siły rządzące mogą utrzymać się u władzy. Drugą rundę wyborów przewidziano na 23 kwietnia. Wyniki: Węgierska Partia Socjalistyczna – 43,21%, Fidesz – Węgierski Związek Obywatelski (chadecja) – 42,03%, Związek Wolnych Demokratów – 6,50%, Węgierskie Forum Demokratyczne – 5,04%[38].
- 10 kwietnia – zakończyły się dwudniowe włoskie wybory parlamentarne. Zwycięstwo odniosła lewicowa Unia kierowana przez Romano Prodiego otrzymując 49,80% głosów, a prawicowy Dom Wolności premiera Berlusconiego przegrał uzyskując 49,73%[39] (różnica 25.224 głosów[40]).
- 13 kwietnia – prezydencka Nasza Ukraina, Socjalistyczna Partia Ukrainy i zwycięska partia Julii Tymoszenko podpisały porozumienie o utworzeniu koalicji w nowym ukraińskim parlamencie. Szefem ukraińskiego rządu ma zostać Julia Tymoszenko[41].
- 19 kwietnia – włoski Sąd Kasacyjny potwierdził zwycięstwo w wyborach lewicowej Unii kierowanej przez Romano Prodiego[42].
- 23 kwietnia – rządząca Węgierska Partia Socjalistyczna powtórzyła w drugiej turze wyborów parlamentarnych na Węgrzech sukces sprzed dwóch tygodni i utworzy rząd w koalicji ze Związkiem Wolnych Demokratów. Jest to pierwszy przypadek zwycięstwa rządzącej koalicji na Węgrzech od czasu przemian demokratycznych[38].
- 27 kwietnia – PiS, Samoobrona i NKP podpisały umowę o zawiązaniu koalicji rządowej. Według obliczeń do większości w sejmie zabrakło tym klubom 13 posłów[43].
- 28 kwietnia – Minister spraw zagranicznych Stefan Meller podał się do dymisji[44].
- 29 kwietnia:
  - na przewodniczącego włoskiego parlamentu wybrany został Fausto Bertinotti, lider partii komunistycznej wchodzącej w skład Unii kierowanej przez Romano Prodiego Unii kierowanej przez Romano Prodiego[45].
  - Silvio Berlusconi po trzech tygodniach protestów ostatecznie zapowiedział rezygnację ze stanowiska premiera Włoch w przeciągu tygodnia[46].

## Maj
- 2 maja – Premier Włoch Silvio Berlusconi złożył na ręce prezydenta Carlo Azeglio Ciampiego dymisję swego rządu. Jest to konsekwencja porażki jego centroprawicowego bloku w wyborach parlamentarnych z 9 i 10 kwietnia[47].
- 3 maja – Lech Kaczyński odznaczył Orderem Orła Białego: Annę Walentynowicz, Andrzeja Gwiazdę i abp. Ignacego Tokarczuka. Prezydent wręczył też odznaczenia państwowe kilkudziesięciu innym byłym działaczom opozycji. Uznanie dla „najzacniejszych i sławnych” ma być początkiem przywracania tradycji i odnowy kraju[48].
- 5 maja – Andrzej Lepper i Roman Giertych zostali powołani na urzędy wicepremiera i ministra (odpowiednio rolnictwa i edukacji) w rządzie Kazimierza Marcinkiewicza[49].
- 10 maja:
  - prezydent Lech Kaczyński powołał Annę Fotygę na nowego szefa resortu spraw zagranicznych. Prezydent odwołał z tego stanowiska Stefana Mellera[50].
- 12 maja – Sejm zdecydował, że powstanie Centralne Biuro Antykorupcyjne. Za powołaniem opowiedziało się 354 posłów, przeciw było 43, a 20 wstrzymało się od głosu. Przeciw ustawie głosowało tylko SLD. Wśród posłów, którzy wstrzymali się od głosu, znalazło się 12 z Polskiego Stronnictwa Ludowego oraz kilku z PO i SLD[51].
- 13 maja:
  - na nowego przewodniczącego niemieckiej SPD wybrany został Kurt Beck[52].
  - nowym liderem Czeskiej Partii Socjaldemokratycznej został Jiří Paroubek. W głosowaniu, w którym był jedynym kandydatem, zdobył 92% głosów[53].
- 20 maja – Parlament iracki zatwierdził skład nowego rządu, przedstawiony przez desygnowanego na premiera Nuriego al-Malikiego, jednego z przywódców szyickiej partii Dawa (Zew Islamu)[54].
- 21 maja – mieszkańcy 650-tysięcznej Czarnogóry głosowali w referendum, czy chcą pozostać w luźnym związku w Serbią, czy wejść na drogę prowadzącą do niepodległości[55].
- 22 maja – oficjalnie zostały ogłoszone wyniki referendum w Czarnogórze 55,4% było za usamodzielnieniem Czarnogóry. Frekwencja wyniosła 86,3%[56].
- 23 maja – rząd przyjął program naprawy finansów opieki zdrowotnej autorstwa ministra zdrowia Zbigniewa Religi, zakładający zwiększenie środków na opiekę zdrowotną o 15 mld zł w ciągu trzech najbliższych lat[57].
- 24 maja – Sejm przyjął ustawę, która m.in. określa sposób likwidacji Wojskowych Służb Informacyjnych, zakładając, iż WSI przestaną istnieć 30 września, a 1 października zaczną działać nowe służby – Służba Kontrwywiadu Wojskowego (SKW) i Służba Wywiadu Wojskowego (SWW)[58].

## Czerwiec
- 1 czerwca – prezydent Litwy Valdas Adamkus przyjął dymisję premiera Algirdasa Brazauskasa[59].
- 3 czerwca – parlament Czarnogóry proklamował na specjalnej sesji niepodległość kraju[60].
- 18 czerwca – w wyborach parlamentarnych na Słowacji zwyciężyła opozycyjna partia socjaldemokratyczna Kierunek – Socjalna Demokracja, zyskując 30,2% głosów. Frekwencja wyniosła 53,79%[61].
- 21 czerwca:
  - „pomarańczowe ugrupowania” w ukraińskim parlamencie uzgodniły treść umowy koalicyjnej. Według Julii Tymoszenko powołanie „pomarańczowej koalicji” jest realne[62].
  - w Wiedniu odbył się szczyt UE–USA. Omówiono takie sprawy, jak zamknięcie więzienia w Guantánamo, pomoc finansowa dla Palestyńczyków, sytuacja w Iraku oraz irański program atomowy[63].
- 24 czerwca – Lech Kaczyński odwołał Zytę Gilowską z funkcji wicepremiera i ministra finansów. Na stanowisko nowego szefa resortu finansów powołał Pawła Wojciechowskiego[64].
- 26 czerwca – Premier Timoru Wschodniego, Marí Alkatiri, zrezygnował ze sprawowanej przez siebie funkcji[65].
- 28 czerwca – po odłączeniu się od Serbii i ogłoszeniu niepodległości, Czarnogóra została 192. państwem członkowskim ONZ. Zgromadzenie Ogólne Narodów Zjednoczonych jednomyślnie zaaprobowało przyjęcie Czarnogóry w poczet członków ONZ[66].
- 30 czerwca – Premier Holandii Jan Peter Balkenende podał swój rząd do dymisji, powodem jest rozpad centroprawicowej koalicji po skandalu azylowym w sprawie posłanki Ayaan Hirsi Ali[67].

## Lipiec
- 2 lipca – w Meksyku odbyły się wybory prezydenckie i parlamentarne[68].
- 6 lipca:
  - Partia Regionów zakończyła dziewięciodniową blokadę Rady Najwyższej Ukrainy. Wiktor Janukowycz powiedział, że zostały spełnione praktycznie wszystkie wymogi jego ugrupowania[69].
  - Ołeksandr Moroz z Socjalistycznej Partii Ukrainy został wybrany przewodniczącym Rady Najwyższej Ukrainy z poparciem Partii Regionów. Spowodowało to rozpad tzw. „pomarańczowej koalicji” Socjalistycznej Partii Ukrainy z Naszą Ukrainą i Blokiem Julii Tymoszenko, która powstała po wyborach[70].
- 9 lipca – Nowym ministrem finansów został Stanisław Kluza, wiceminister finansów i b. główny ekonomista banku BGŻ[71].
- 12 lipca – Marek Kuchciński został szefem klubu parlamentarnego Prawa i Sprawiedliwości[72].
- 14 lipca – Prezydent Lech Kaczyński zaprzysiągł rząd Jarosława Kaczyńskiego. W południe w Pałacu Prezydenckim odbyła się uroczystość zaprzysiężenia nowego rządu. Prezydent Lech Kaczyński powołał Jarosława Kaczyńskiego na premiera oraz ministrów w jego gabinecie. Po uroczystości w Kancelarii Premiera odbyło się pierwsze posiedzenie rządu Jarosława Kaczyńskiego. Podczas tego posiedzenia omawiane były tematy bieżące i wstępne plany działania nowego gabinetu[73].
- 19 lipca – po wygłoszeniu przez Jarosława Kaczyńskiego exposé Sejm udzielił wotum zaufania gabinetowi Jarosława Kaczyńskiego. Głosowało 445 posłów. Bezwzględna liczba głosów wynosiła 223. Za przyjęciem wotum zaufania głosowało 240 posłów, 205 – przeciw. Nikt się nie wstrzymał. Za udzieleniem rządowi wotum zaufania zagłosowali posłowie Prawa i Sprawiedliwości, Samoobrony i Liga Polskich Rodzin. Przeciwko były kluby PO, SLD i Polskiego Stronnictwa Ludowego[74].
- 30 lipca – w Demokratycznj Republice Konga odbyła się pierwsza tura wyborów prezydenckich oraz parlamentarnych[75].

## Sierpień
- 3 sierpnia:
  - premier Jarosław Kaczyński powołał Mariusza Kamińskiego na szefa Centralnego Biura Antykorupcyjnego[76].
  - prezydent Ukrainy Wiktor Juszczenko desygnował na stanowisko premiera przywódcę Partii Regionów – Wiktora Janukowycza[77].
- 4 sierpnia – Wiktor Janukowycz został premierem Ukrainy. Poparło go 271 z 450 deputowanych[78].
- 21 sierpnia – Romano Prodi stwierdził, że Włochy, wraz ze swoim kontyngentem wojskowym, chcą stanąć na czele operacji pokojowych ONZ w południowym Libanie[79].

## Wrzesień
- 8 września – Sejm uchwalił ustawę o zmianie Konstytucji, dopuszczającą ekstradycję obywatela polskiego[80].
- 14 września – spotkanie premiera rządu polskiego, Jarosława Kaczyńskiego z Dickiem Cheneyem oraz prezydentem Stanów Zjednoczonych George’em W. Bushem[81].
- 19 września:
  - w nocy doszło do protestów na Węgrzech po ujawnieniu poprzedniego dnia kontrowersyjnej wypowiedzi premiera Ferenca Gyurcsánya, w której mówi on o okłamywaniu wyborców. Protesty przerodziły się w zamieszki, w których zostało rannych ponad 200 osób[82].
  - doszło do puczu wojskowego w Tajlandii. Premier tego kraju przebywający obecnie w Nowym Jorku ogłosił stan wyjątkowy[83].
- 20 września – Ali Abd Allah Salih, prezydent Jemenu, a wcześniej Jemenu Północnego, został wybrany z 77,17%[84] poparciem na kolejną siedmioletnią kadencję. Opozycja oskarżyła stronę rządzącą o fałszerstwa. W dniu wyborów odnotowano przypadki śmiertelne. Tego samego dnia odbyły się wybory samorządowe[85].
- 21 września – premier Jarosław Kaczyński zapowiedział, że zwróci się do prezydenta z wnioskiem o odwołanie ze stanowiska wicepremiera Andrzeja Leppera. W swoim przemówieniu Kaczyński nazwał postępowanie Leppera „warcholstwem”, w odpowiedzi Lepper zarzucił premierowi „chamstwo”[86].
- 22 września:
  - Lech Kaczyński odwołał Andrzeja Leppera ze stanowiska wicepremiera rządu i ministra rolnictwa oraz Stanisława Kluzę ze stanowiska ministra finansów. Nowym ministrem finansów została Zyta Gilowska[87].
  - rozpadła się koalicji PiS – LPR – Samoobrona[88].
- 26 września:
  - w programie TVN Teraz my! pokazano film potajemnie nagrany z inspiracji Janusza Maksymiuka, wiceprzewodniczącego Samoobrony, w którym posłanka Samoobrony Renata Beger negocjuje z posłem Prawa i Sprawiedliwości Adamem Lipińskim przejście do PiS w zamian za korzyści osobiste dla niej i kilku innych posłów Samoobrony. Ministrowie PiS-u Lipiński i Wojciech Mojzesowicz zgodzili się załatwić Beger stanowisko sekretarza stanu w Ministerstwie Rolnictwa oraz proponowali inne korzyści, jak na przykład czasowe zabezpieczenie finansowe posłów przez fundusz Sejmowy w razie egzekucji weksli czy zatrudnienie krewnych posłanki. Lipiński w bardzo niejasny sposób proponował także pomoc w sprawie sądowej Beger o sfałszowanie podpisów na listach wyborczych. Żądanie natychmiastowego stanowiska zostało później odrzucone przez premiera. Sprawa określana mianem „afery taśmowej” wywołała duże poruszenie w mediach i wśród polityków[89][90].
  - na stanowisku premiera Japonii odchodzącego Jun’ichirō Koizumiego zastąpił jego współpracownik Shinzō Abe[91].
- 27 września – gruzińskie Ministerstwo Spraw Wewnętrznych ogłosiło aresztowanie czterech rosyjskich oficerów i ponad dziesięciu obywateli Gruzji pod zarzutem szpiegostwa. Afera zaostrzyła stosunki między Moskwą a Tbilisi oskarżającym Rosję o popieranie separatystów z Abchazji i Osetii Południowej. Rosjanie zażądali uwolnienia oficerów i ogłosili „kontynuację antyrosyjskiego kursu Gruzji”[92].

## Październik
- 3 października – Rosja wstrzymała połączenia drogowe, lotnicze, kolejowe, morskie i pocztowe z Gruzją[93].
- 7 października – Wybory parlamentarne na Łotwie wygrała rządząca koalicja centroprawicowa, z premierem Aigarsem Kalvitisem na czele[94].
- 9 października – Południowy Koreańczyk Ban Ki-moon został rekomendowany przez Radę Bezpieczeństwa ONZ na stanowisko sekretarza generalnego ONZ[95].
- 13 października:
  - Pokojową Nagrodę Nobla otrzymał Muhammad Yunus[96].
  - Zgromadzenie Ogólne ONZ zatwierdziło Ban Ki-moona na stanowisku sekretarza generalnego ONZ[95].
- 14 października:
  - w odpowiedzi na przeprowadzone 9.10.2006 testy z bronią jądrową, ONZ nałożyła sankcje na Koreę Północną[97].
  - rząd w Chartumie zawarł ugodę z przywódcami Frontu Wschodniego, co zakończyło jedną z trzech rebelii w Sudanie[98].
- 16 października – Andrzej Lepper ponownie objął stanowisko wicepremiera i ministra rolnictwa w rządzie Jarosława Kaczyńskiego[99].
- 22 października – pierwszą turę wyborów prezydenckich w Bułgarii wygrał obecny prezydent, socjalista Georgi Pyrwanow, uzyskując 64% głosów. Ponieważ frekwencja wyniosła 42,1% konieczne było ogłoszenie drugiej tury wyborów[100].
- 25 października – premier Etiopii Meles Zenawi oświadczył, że jego kraj znajduje się w stanie faktycznej wojny z somalijskimi „talibami”, czyli z Unią Trybunałów Islamskich[101].
- 27 października – Wojciech Hermeliński, Maria Gintowt-Jankowicz i Marek Kotlinowski zostali wybrani przez Sejm do składu Trybunału Konstytucyjnego. Zastąpią oni Marka Safjana, Teresę Dębowską-Romanowską i Mariana Zdyba[102].
- 29 października:
  - zwycięzcą drugiej tury wyborów prezydenckich w Bułgarii został dotychczasowy prezydent socjalista Georgi Pyrwanow. Ponad 50-procentową różnicą głosów pokonał nacjonalistę Wolena Siderowa[103].
  - w Demokratycznj Republice Konga odbyła się druga tura wyborów prezydenckich oraz parlamentarnych[104].
  - druga tura wyborów prezydenckich w Brazylii pozwoliła obecnej głowie państwa, Luizowi da Silvie (61 lat), na pozostanie na swoim stanowisku, z wynikiem 60,83% głosów[105].

## Listopad
- 1 listopada – w Wiedniu powstała Międzynarodowa Konfederacja Związków Zawodowych – największe światowe zrzeszenie związków zawodowych skupiające 306 organizacji ze 154 krajów i reprezentujące 168 mln ludzi[106].
- 3 listopada – Republikanin Robert Ney ustąpił z Izby Reprezentantów po przyznaniu się do winy co do zarzutów korupcji, krzywoprzysięstwa i działania w zmowie, postawionych w związku ze skandalem dotyczącym indiańskich kasyn i lobbysty Jacka Abramoffa[107].
- 5 listopada – Saddam Husajn został skazany na karę śmierci przez powieszenie[108].
- 8 listopada – amerykański sekretarz obrony Donald Rumsfeld podał się do dymisji. Nowym szefem Pentagonu został nominowany Robert Gates[109].
- 12 listopada:
  - w Osetii Południowej miało miejsce referendum, w którym głosujący wypowiedzieli się na temat zdobycia niezależności od Gruzji. Stany Zjednoczone, Gruzja, NATO[110], OBWE, Unia Europejska oraz Rada Europy ogłosiły, że nie uznają referendum oraz jego wyników[111][112].
- W Polsce odbyły się wybory samorządowe i pierwsza tura wyborów bezpośrednich prezydentów, burmistrzów i wójtów[113][114].
- 13 listopada – Lech Kaczyński podpisał ustawę lustracyjną. Zapowiedział jednak, że w ciągu 3 tygodni wniesie nowelizacje tej ustawy[115].
- 16 listopada – Ségolène Royal zwyciężyła wyborach na kandydata francuskiej Partii Socjalistycznej na prezydenta Francji, wybory odbędą się w przyszłym roku[116].
- 23 listopada:
  - w wyborach parlamentarnych w Holandii wygrała dotychczas rządzą partia CDA Jana Peter Balkenende, jednak żadne dwie partie nie będą w stanie stworzyć większości w parlamencie[117].
  - mimo nacisków Komisji Europejskiej i partnerów w UE, Polska nie zgodziła się na przyjęcie unijnego mandatu niezbędnego do rozpoczęcia negocjacji w sprawie nowego porozumienia UE-Rosja[118].

## Grudzień
- 4 grudnia – W reportażu w „Dużym Formacie”, dodatku do Gazety Wyborczej, była radna Samoobrony Aneta Krawczyk relacjonowała, jakoby otrzymała pracę na stanowisku dyrektora biura poselskiego w zamian za usługi seksualne świadczone Stanisławowi Łyżwińskiemu i Andrzejowi Lepperowi[119].
- 10 grudnia – Igor Smirnow został ponownie wybrany na prezydenta separatystycznego Naddniestrza otrzymując 82,3% głosów (rywale Nadieżda Bondarjenko z 8,54% oraz Adriej Safonow 6,51%)[120].
- 14 grudnia:
  - pomimo zwycięstwa Partii Demokratycznej w wyborach do Senatu w listopadzie 2006 (kiedy zdobyli większość 51-49 głosów w nadchodzącym Kongresie), kontrola nad izbą wyższą Kongresu wisi na włosku w związku ze stanem zdrowia senatora Tima Johnsona (D-Dakota Południowa), który doznał poważnego wylewu. Jeżeli Johnson umrze albo nie będzie mógł wrócić do pracy, republikański gubernator Dakoty Pd. Mike Rounds będzie musiał mianować na jego miejsce nowego senatora, a najpewniej wyznaczyłby swojego partyjnego kolegę, co dałoby republikanom, mimo wyniku wyborów, większość 50 na 50 (rozstrzygający głos należy wtedy do wiceprezydenta)[121].
  - Ban Ki-moon został oficjalnie zaprzysiężony na sekretarza generalnego ONZ[122].
- 16 grudnia – Mahmud Abbas ogłosił, wbrew premierowi, przedterminowe wybory w Autonomii Palestyńskiej[123].
- 23 grudnia – Rada Bezpieczeństwa ONZ jednomyślnie przyjęła rezolucję nakładającą sankcje na Iran z powodu programu atomowego tego kraju. Dokument żąda od Teheranu wstrzymania wszelkich prac nad wzbogacaniem uranu, nie przewiduje jednak użycia siły[124].
- 29 grudnia – Somalijskie wojska rządowe przy pomocy sił etiopskich zajęły stolicę państwa Mogadiszu. Islamiści poddali miasto bez walki[125].

## Zmarli
- 1 stycznia:
  - Charles Orlando Porter, amerykański polityk[126]
  - Mohammed Haneef Ramay, pakistański polityk[127]
- 2 stycznia – George William Mackey, bahamski polityk[128]
- 3 stycznia – sir William Jake Skate, były premier i gubernator generalny Papui-Nowej Gwinei[129]
- 4 stycznia – Maktum ibn Raszid Al Maktum, emir Dubaju, premier Zjednoczonych Emiratów Arabskich[130]
- 5 stycznia:
  - Merlyn Rees, brytyjski polityk[131]
  - Rachel Squire, brytyjska działaczka polityczna[132]
- 6 stycznia – Stanley Tupper, amerykański polityk[133]
- 13 stycznia – Geoffrey Donald Chisholm, australijski polityk[134]
- 15 stycznia – Jaber Al-Ahmad Al-Jaber Al-Sabah, emir Kuwejtu[135]
- 18 stycznia:
  - Pierre-Joël Bonté, francuski polityk[136]
  - Harold Collier, amerykański polityk, członek Partii Republikańskiej[137]
- 21 stycznia – Ibrahim Rugova, przywódca kosowskich Albańczyków, prezydent Kosowa[138]
- 23 stycznia – Virginia Smith, amerykańska działaczka polityczna[139]
- 24 stycznia – Schafik Handal, salwadorski polityk[140]
- 25 stycznia – Sudharmono, były wiceprezydent Indonezji[141]
- 27 stycznia – Johannes Rau, były prezydent Niemiec[142].
- 31 stycznia – Ruairí Brugha, irlandzki polityk[143]
- 1 lutego:
  - Samuel Goddard, amerykański polityk[144]
  - Jean-Philippe Maitre, szwajcarski polityk[145]
- 2 lutego – Mizanur Rahman Chowdhury, były premier Bangladeszu[146]
- 4 lutego – Osvaldo Serra Van-Dúnem, angolski polityk[147]
- 15 lutego:
  - Sun Yun-suan, były premier Republiki Chińskiej (Tajwanu)[148]
  - Josip Vrhovec, polityk byłej Jugosławii[149]
- 20 lutego – Luca Cossioni, włoski polityk[150]
- 21 lutego – Mirko Marjanović, były premier Serbii[151]
- 22 lutego – Sinnathamby Rajaratnam, singapurski polityk[152]
- 23 lutego – Said Mohamed Djohar, były prezydent Komorów[153]
- 28 lutego – Hugh McCartney, brytyjski polityk[154]
- 1 marca – Pierre Pasquini, polityk francuski[155]
- 3 marca – Richard Vander Veen, polityk amerykański[156]
- 5 marca – Milan Babić, były przywódca chorwackich Serbów[157]
- 7 marca:
  - Jean-Claude Zwahlen, polityk szwajcarski[158]
  - John Joseph McFall, polityk amerykański[159]
- 10 marca – John Profumo, polityk brytyjski, bohater skandalu obyczajowo-szpiegowskiego[160]
- 11 marca – Slobodan Milošević, były prezydent Jugosławii[161]
- 14 marca:
  - Hamish Gray, polityk brytyjski[162]
  - Lennart Meri, były prezydent Estonii[163]
- 15 marca – Georgios Rallis, były premier Grecji[164]
- 19 marca – Golap Borbora, polityk indyjski[165]
- 22 marca – James Chikerema, polityk Zimbabwe[166]
- 23 marca – Noël Josèphe, polityk francuski[167]
- 24 marca – John Glenn Beall, polityk amerykański[168]
- 26 marca:
  - Anil Biswas, komunistyczny polityk indyjski[169]
  - David Cunliffe-Lister, polityk brytyjski, arystokrata[170]
- 28 marca:
  - Bansi Lal, polityk indyjski[171]
  - Caspar Weinberger, polityk amerykański, były sekretarz obrony[172]
- 30 marca – George Leslie Brown, polityk amerykański[173]
- 1 kwietnia – In Tam, polityk kambodżański[174]
- 2 kwietnia – Anthony Beaumont-Dark, polityk brytyjski[175]
- 4 kwietnia – Witold Gładkowski, polityk polski, były senator[176]
- 9 kwietnia – Georges Rawiri, były minister spraw zagranicznych Gabonu[177]
- 10 kwietnia:
  - Mohammed Fitouri, polityk tunezyjski[178]
  - Bonaya Godana, polityk kenijski[179]
- 14 kwietnia:
  - Mahmut Bakalli, polityk Kosowa[180]
  - Raúl Alberto Quijano, argentyński polityk, były minister spraw zagranicznych[181]
- 16 kwietnia – Daniel Schaefer, polityk amerykański[182]
- 17 kwietnia – Elford Albin Cederberg, polityk amerykański[183]
- 22 kwietnia:
  - Jobie Nutarak, polityk kanadyjski
  - Satyadeow Sawh, polityk Gujany[184]
- 23 kwietnia – Ghatar Baba, polityk malezyjski[185]
- 25 kwietnia – Peter Law, polityk brytyjski[186]
- 27 kwietnia – Alexander Buel Trowbridge, polityk amerykański[187]
- 29 kwietnia – Włodzimierz Nieporęt, polski polityk[188]
- 1 maja – Ed Casey, polityk australijski[189]
- 3 maja – Pramod Mahajan, polityk indyjski[190]
- 7 maja – Jocelyn Simon, polityk i prawnik brytyjski[191]
- 11 maja – Michael O’Leary, polityk irlandzki[192]
- 12 maja:
  - Husajn Mazik, polityk libijski[193]
  - Gillespie Montgomery, polityk amerykański[194]
- 14 maja – Giancarlo Matteotti, polityk włoski[195]
- 15 maja – Chic Hecht, polityk amerykański[196]
- 16 maja – André Labarrère, polityk francuski[197]
- 17 maja – Eric Forth, polityk brytyjski[198]
- 18 maja – Michael O’Riordan, polityk irlandzki[199]
- 19 maja – Jicchak Ben Aharon, polityk izraelski, działacz Izraelskiej Partii Pracy[200]
- 20 maja – Yohanna Madaki, wojskowy i polityk nigeryjski[201]
- 23 maja – Lloyd Bentsen, polityk amerykański[202]
- 24 maja – John Wheeldon, polityk australijski[203]
- 26 maja – Raymond Triboulet, polityk francuski, uczestnik ruchu oporu w czasie II wojny światowej[204]
- 27 maja – Fernando Romeo Lucas García, były prezydent Gwatemali[205]
- 3 czerwca – Ni Wen-ya, polityk tajwański[206]
- 6 czerwca – Gérard Léonard, polityk francuski[207]
- 8 czerwca – Peter Smithers, polityk brytyjski[208]
- 9 czerwca – Michael Forrestall, polityk kanadyjski[209]
- 10 czerwca – Qadi Abdul Karim Abdullah Al-Arashi, były prezydent Jemenu Północnego[210]
- 11 czerwca – Pierre Clerdent, polityk belgijski[211]
- 12 czerwca – Chakufwa Chihana, polityk Malawi[212]
- 13 czerwca – Charles Haughey, były premier Irlandii[213]
- 15 czerwca – Ján Langoš, polityk słowacki[214]
- 16 czerwca:
  - Jimmy Allison, polityk szkocki[215]
  - Roland Boyes, polityk brytyjski[216]
- 18 czerwca – Luke Belton, polityk irlandzki[217]
- 1 lipca – Ryūtarō Hashimoto, japoński polityk, były premier[218]
- 4 lipca – Lars Korvald, były premier Norwegii[219]
- 7 lipca – Elias Hrawi, prezydent Libanu[220]
- 10 lipca – Szamil Basajew, przywódca separatystów czeczeńskich[221]
- 21 lipca – Ta Mok, przywódca reżimu Czerwonych Khmerów[222]
- 2 sierpnia – Holger Börner, niemiecki polityk[223]
- 3 sierpnia – Henryk Lenarciak, legenda Solidarności, uczestnik wydarzeń Grudnia ’70 i Sierpnia ’80[224]
- 8 sierpnia – Gustavo Arcos, kubański dysydent[225]
- 16 sierpnia – Alfredo Stroessner, były dyktator i prezydent Paragwaju[226]
- 25 sierpnia – Noor Hassanali, prezydent Trynidadu i Tobago[227]
- 26 sierpnia – Rainer Barzel, niemiecki polityk[228]
- 28 sierpnia – Don Chipp, polityk australijski, założyciel partii Australian Democrats[229]
- 6 września – Agha Shahi, były minister spraw zagranicznych Pakistanu[230]
- 10 września – Taufaʻahau Tupou IV, król Tonga[231]
- 14 września – Silviu Brucan, rumuński polityk komunistyczny[232]
- 23 września – Charles Cutler, były premier Nowej Południowej Walii[233]
- 24 września – Vijay R. Singh, polityk Fidżi[234]
- 25 września – Leo Diehl, polityk amerykański[235]
- 22 października – Choi Kyu-ha, południowokoreański polityk, premier (1975–1979) i prezydent (1979–1980) Korei Południowej[236]
- 27 października – Ghulam Ishaq Khan, prezydent Pakistanu[237]
- 31 października – Pieter Willem Botha, były prezydent RPA[238]
- 5 listopada – Bülent Ecevit, były premier Turcji[239].
- 6 listopada – Allen Fairhall, australijski polityk[240]
- 7 listopada – Jean-Jacques Servan-Schreiber, francuski dziennikarz i polityk[241].
- 21 listopada:
  - Hassan Gouled Aptidon, prezydent Dżibuti[242].
  - Pierre Amine Gemayel, libański polityk[243].
- 4 grudnia – Joseph Ki-Zerbo, historyk i polityk Burkina Faso, laureat Right Livelihood Award[244]
- 6 grudnia – Chan Achmedow, były premier Turkmenistanu[245].
- 7 grudnia – Luben Berow, bułgarski polityk i ekonomista, premier[246].
- 10 grudnia – Augusto Pinochet, generał, były chilijski dyktator[247].
- 21 grudnia – Saparmyrat Nyýazow, prezydent Turkmenistanu[248].
- 26 grudnia – Gerald Ford, były prezydent USA[249].
- 30 grudnia – Saddam Husajn, były prezydent Iraku, egzekucja przez powieszenie[250].